# フリオ郡 (テキサス州)
フリオ郡（フリオぐん、英: Frio County）は、アメリカ合衆国テキサス州の南部に位置する郡である。2010年国勢調査での人口は17,217人であり、2000年の16,252人から5.9%増加した。郡庁所在地はピアソール市（人口9,146人）であり、同郡で人口最大の都市でもある。フリオ郡は1871年に設立され、郡名はフリオ川に因んで名付けられた。

## 地理
アメリカ合衆国国勢調査局に拠れば、郡域全面積は1,134平方マイル (2,937 km2)であり、このうち陸地1,133平方マイル (2,934 km2)、水域は1平方マイル (3 km2)で水域率は0.11%である。

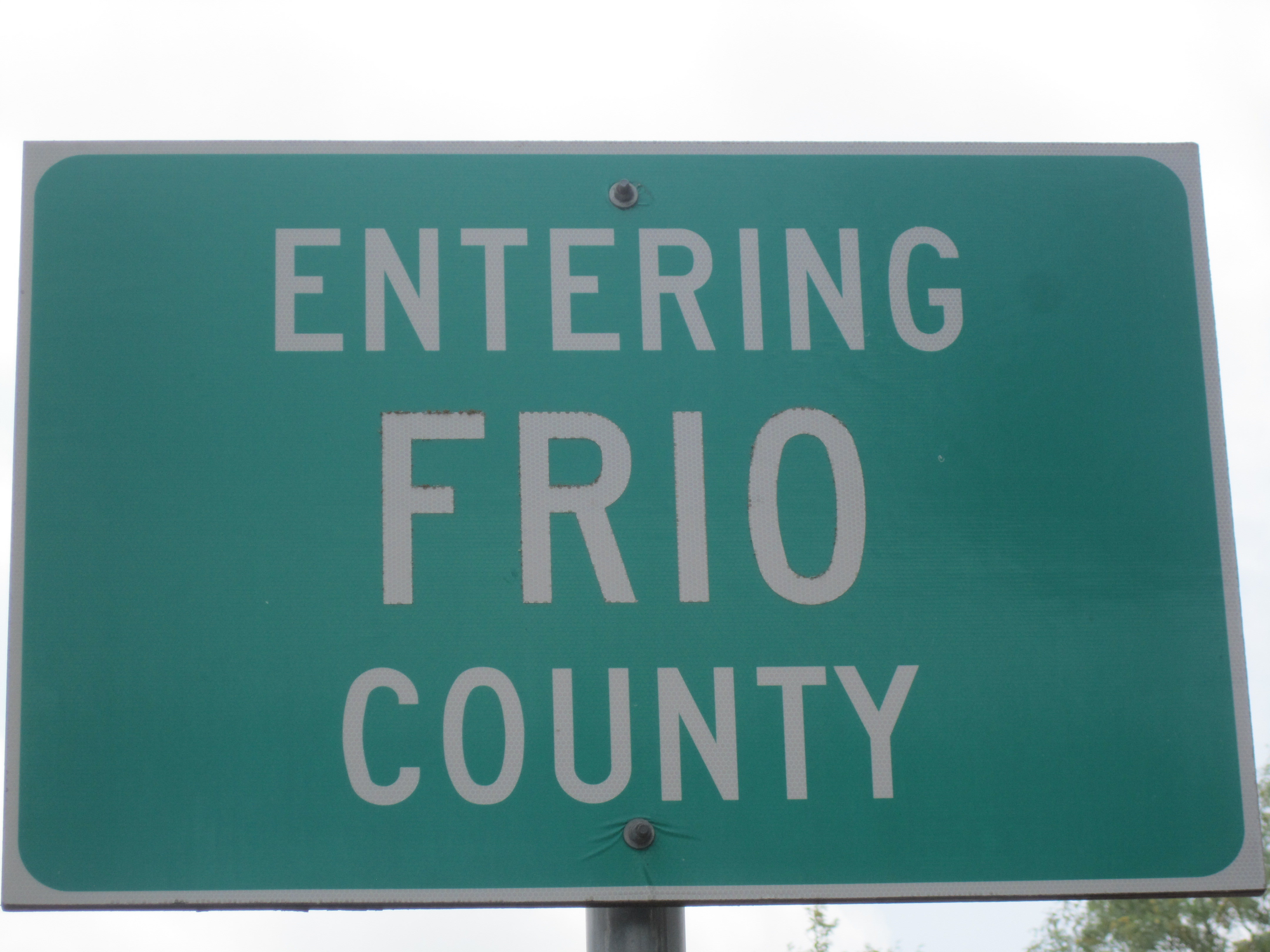
フリオ郡境の標識

### 主要高規格道路
- 州間高速道路35号線
- アメリカ国道57号線
- テキサス州道85号線
- テキサス州道173号線

### 隣接する郡
- メディナ郡 - 北
- アタスコサ郡 - 東
- ラサール郡 - 南
- ディミット郡 - 南西
- ザバラ郡 - 西

## 人口動態
以下は2000年の国勢調査による人口統計データである。
| 基礎データ - 人口: 16,252人 - 世帯数: 4,743 世帯 - 家族数: 3,642 家族 - 人口密度: 6人/km2（14人/mi2） - 住居数: 5,660軒 - 住居密度: 2軒/km2（5軒/mi2） 人種別人口構成 - 白人: 71.86% - アフリカン・アメリカン: 4.87% - ネイティブ・アメリカン: 0.58% - アジア人: 0.41% - 太平洋諸島系: 0.02% - その他の人種: 19.76% - 混血: 2.50% - ヒスパニック・ラテン系: 73.76% 年齢別人口構成 - 18歳未満: 28.7% - 18-24歳: 11.2% - 25-44歳: 30.8% - 45-64歳: 18.7% - 65歳以上: 10.6% - 年齢の中央値: 31歳 - 性比（女性100人あたり男性の人口） - 総人口: 121.4 - 18歳以上: 130.2 | 世帯と家族（対世帯数） - 18歳未満の子供がいる: 40.7% - 結婚・同居している夫婦: 55.2% - 未婚・離婚・死別女性が世帯主: 16.0% - 非家族世帯: 23.2% - 単身世帯: 20.6% - 65歳以上の老人1人暮らし: 9.3% - 平均構成人数 - 世帯: 2.98人 - 家族: 3.44人 収入と家計 - 収入の中央値 - 世帯: 24,504米ドル - 家族: 26,578米ドル - 性別 - 男性: 23,810米ドル - 女性: 16,498米ドル - 人口1人あたり収入: 16,069米ドル - 貧困線以下 - 対人口: 29.0% - 対家族数: 24.5% - 18歳未満: 36.2% - 65歳以上: 30.4% |

## 都市と町

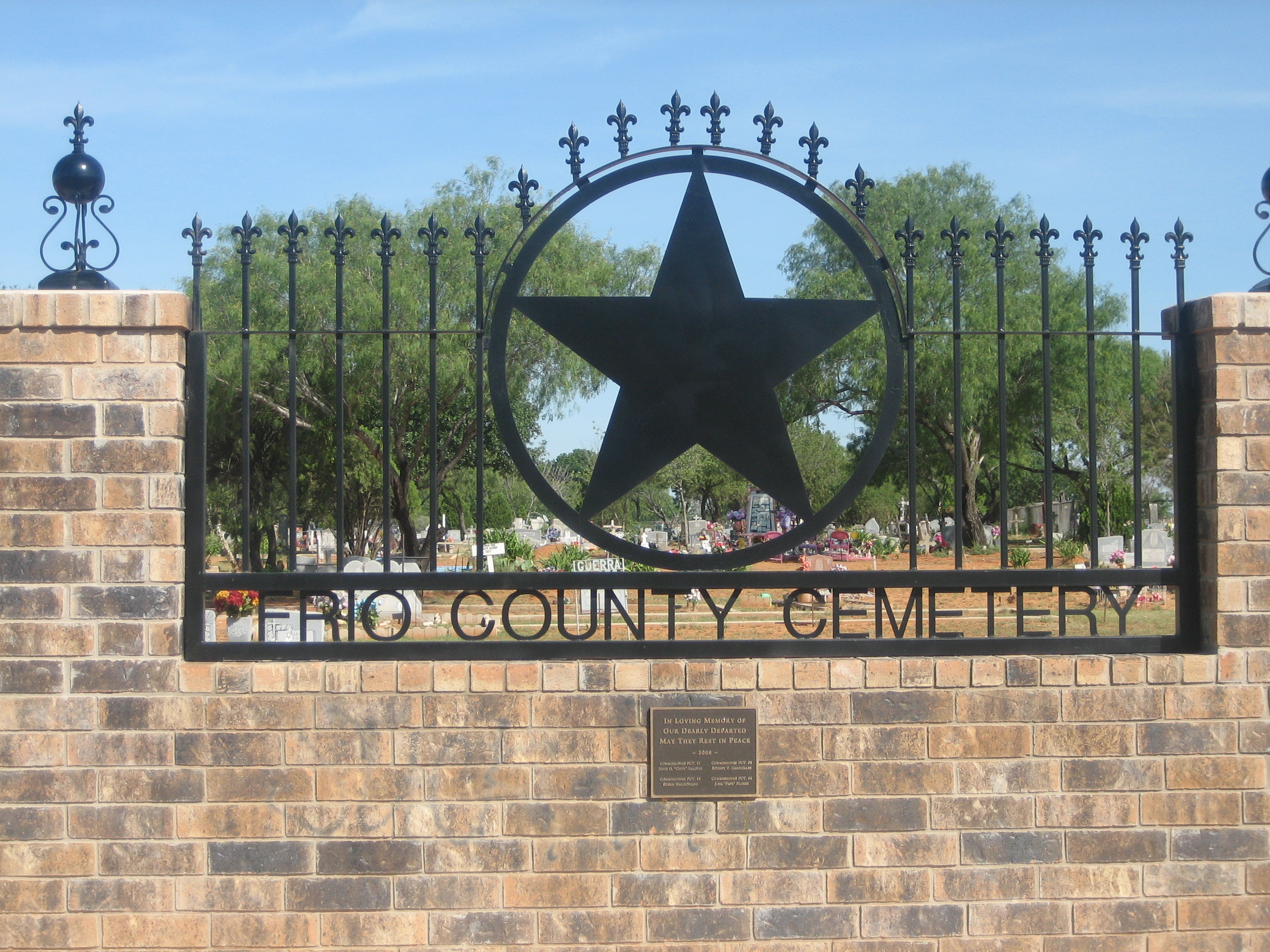
フリオ郡墓地、ピアソールの州間高速道路35号線近くにある

- ビッグフット
- ディリー
- フリオタウン
- ヒルトップ
- ムーア
- ノースピアソール
- ピアソール - 郡庁所在地
- ウェストピアソール